# 조선 후기의 농민 반란
이 문서는 조선 후기의 농민 반란에 대해 설명한 글이다.

## 개설
농업·상업·수공업 등 각 방면에 걸친 경제적 성장은 조선 양반사회의 신분체제에 변화를 가져오기 시작하였다. 양인이나 중인 출신의 부농(富農)이나 거상(巨商)들은 관직을 매수하는 등 양반 행세를 하였다. 그런가 하면 양반들 중에서 소작농으로 몰락해 가는 사람들이 있었다.
한편 양인인 농민 중에서 소작농으로 몰락하는 사람들도 많았으며, 이들 중에서는 농촌을 벗어나 일정한 거처 없이 떠도는 사람들도 있었다. 그러나 노비는 점점 자취를 감추어가고 있었다. 노비안(奴婢案)에 기재된 공노비의 수는 상당했으나, 그들은 사실상 양인이나 다름없었다. 1801년(순조 1년)에 이르러서는 노비안조차 국가에서 불살라버려 공노비들은 천인 신분을 벗어나서 양인으로 되었다. 비록 사노비(私奴婢)는 아직 남아 있었으나, 이것도 점차 소멸되고 있었던 것이다. 이러한 신분체제의 동요는 여러 가지 사회적인 파란을 일으키게 되었다. 이즈음 연달아 일어나는 민란은 그 결과였던 것이다. 19세기에 들어와 외척의 세도 정치가 행해지면서 기강이 더욱 문란해지는 데 따라 민심은 조정으로부터 이반되어 갔다. 농민들의 불만과 불평은 압제가 막심한 사회에서는 우선 음성적인 형태를 띠고 나타나게 마련이었다. 각지에서 괘서 · 방서(榜書) 등의 사건이 연달아 일어나 민심을 어지럽게 했다. 이와 같은 사회적 불안은 정감록과 같은 비기(秘記)나 참설(讖設)이 유포되는 온상이었다.
그러나 농민들의 불만은 이러한 음성적인 것에만 그치지 않았다. 우선 화적(火賊)이니 수적(水賊)이니 하는 도적의 무리가 횡행하였다. 그뿐만 아니라 민란이 또 빈발하였다. 그 주체는 물론 농민이었다. 그러나 때로는 몰락한 불평양반들이 지도하여 대규모 반란으로 확대되는 경우도 있었다. 1811년(순조 11년)에 일어난 홍경래의 난은 그 대표적인 것이다.
이외에도 소규모 민란은 거의 쉴 새 없이 전국적으로 일어났다. 1862년(철종 13년)의 진주 민란은 그 중에서도 가장 두드러진 것이었다. 이러한 민란들은 대개 악질 관리의 제거를 목적으로 하는 자연발생적인 것이었다. 그러나 그것은 양반사회 자체에 대한 반항이기도 하였던 것이다.
한편 농민들은 삼정의 문란으로 인한 자기들의 경제적인 곤란을 타개하기 위하여 여러 가지 노력을 하였다. 그러한 노력은 계와 구황식물의 발달이라는 현상을 낳았다. 구황식물로서는 감자와 고구마의 재배가 성했으며, 여기에는 조엄 · 이광려 · 강필리 등의 노력이 컸다.

## 평안도의 농민 반란
산발적으로 분출되던 민중의 불만은 1810년대 이후로 대규모 반란의 형태로 발전하였다. 그리고 그 반란의 횃불을 먼저 들고 나선 것은 평안도 지방이었다. 이곳은 광산이 많고 의주상인·평양상인 등이 대외무역을 통하여 대상인(大商人)으로 성장한 이가 적지 않았다. 그들 중에는 재력을 바탕으로 향임층으로 올라간 이도 적지 않았다. 경제적으로 본다면 다른 지방에 비해 앞서가는 곳이었고, 양반 세력도 미약하였다. 그러나 그러한 경제적 선진성이 오히려 중앙 정부의 수탈의 대상이 되었다. 평양감사는 돈벌이가 잘 되는 가장 부러운 벼슬자리로 여겨져 “평양감사도 저 싫으면 그만”이라는 유행어가 생겨났다. 서북인의 더 큰 불만은 과거에 합격해도 요직을 주지 않는 지방 차별이었다. 이는 왜란 이후로 오랫동안 누적된 불만이었다. 단군·기자조선의 문화전통을 계승했다고 자부하는 서북인에게 정신적 상처를 준 것이다.
1812년 홍경래(洪景來)·우군칙(禹君則)·김사용·이희저·김창시 등이 주동이 된 이른바 ‘홍경래의 난’은 서북 지방의 대상인·향임층·무사·유랑 농민 등 각 계층이 연합하여 지방 차별 타파를 구호로 내걸고 일어난 것이었다. 10년간의 오랜 준비 끝에 일어난 만큼 그 위세도 대단하였다. 처음 가산군 다복동(多福洞)에서 1천여 명의 병력으로 군사를 일으킨 홍경래 세력은 평안도민의 폭넓은 호응을 얻어 순식간에 청천강 이북의 9읍을 점령하는 전과를 올렸다. 그러나 박천의 송림 전투에서 관군에게 패하고, 정주성에 들어가 대항하다가 군사를 일으킨 지 4개월 만에 성이 함락되고 말았다. 평안도 민중 봉기가 실패한 원인은 지방차별 타파라는 명분이 전국적인 호소력을 갖지 못한 데에 있었다. 그러나 서북 지방에서 성장한 경제적 역량과 주민들의 각성은 뒷날 한말의 구국 계몽 운동에 다시 발휘되어 많은 애국지사들을 배출하게 되었다.

## 삼남 지방의 농민 반란
평안도민의 항거에도 불구하고 부세 제도의 모순은 시정되지 않았다. 19세기 중엽의 철종 대에 이르러 부세 제도의 모순에 불만을 품은 민중의 항거는 전국적으로 확산되었다. 그 중에서도 충청 · 전라 · 경상의 이른바 삼남 지방이 가장 치열하였다.
1862년(철종 13년) 음력 2월 경상도 단성에서 시작된 민중 봉기는 이웃 진주로 이어지고 경상도 20개 군현, 전라도 37개 군현, 충청도 12개 군현, 그리고 부분적으로 경기도 · 함경도 · 황해도 등지에서도 일어났다.
이 중에서도 1862년 진주에서 일어난 항거가 가장 거세었다(→진주 민란). 병사(兵使) 백낙신(白樂莘)의 가렴주구에 못이긴 진주민중은 향임 유계춘(柳繼春)의 지도 아래 머리에 흰 두건을 쓰고 스스로 초군(나무꾼)이라 부르면서 죽창과 곤봉을 들고 일어나 관아를 부수고 농촌의 부민들을 습격한 다음에 스스로 해산하였다.

## 특징 및 영향
이 시기의 민중 운동은 주로 부세수탈에 불만을 품은 가난한 농민과 요호부민, 그리고 지방 토호까지 가세하여 본래 양반들의 자치적 회의기구였던 향회(鄕會)를 통하여 합법적인 소청 운동을 펴 감영에 영소를 하였지만 뜻을 이루지 못하자 죽창 등의 무기를 들고 일어나 수령이나 이서배, 그리고 지주 · 고리대금업자 등을 공격하였다.
정부는 이에 무력(武力)으로 진압하기보다는 선무사 · 안핵사 · 암행어사 등을 파견하여 지방의 실정을 조사하고, 원한의 대상이 되는 수령을 처벌하고 삼정이정청(三政釐政廳)을 설치하여 농민 부담을 완화하는 조치를 취하였다. 그 결과 민중 봉기는 다소 진정되었으나, 근본적인 해결이 이루어진 것은 아니었다. 그리하여 흥선대원군 집권기에도 광양 민란(1869년), 이필제의 난(1871년), 명화적의 활동이 그대로 지속되고, 그 연장선상에서 1894년의 갑오 동학혁명이 발생하게 된다.

## 계와 구황식물
조선 후기 전국적인 규모의 민란과 삼정의 문란에 따른 농민의 부담은 가혹한 것으로서, 이러한 압박하에서 농민들은 계라는 경제적 공동체를 만들어 활로를 개척하려고 하였다. 계는 현실적인 이익을 목적으로 하여 자발적으로 이루어진 것으로, 초기의 친목과 공제를 목적으로 한 종계(宗契) · 혼상계(婚賞契) · 동계(洞契)에서 차츰 제언계(提堰契)·군포계(軍布契) · 농구계(農具契) 등으로 발전하여 갔다.
이와는 달리 감자와 고구마가 구황식물로서 농민들이 재배하는 바 되었다. 고구마는 영조 때 조엄이 대마도에서 종자를 얻어와 농민들의 식생활에 도움이 되었다. 감자도 헌종 때에 보급되어 고구마보다도 널리 퍼졌다. 이러한 노력에도 불구하고 영세 소작농으로 몰락한 농민들의 생활은 곤궁한 것이어서 기아자가 생기고 더러는 유랑의 길에 들어서서 농촌 피폐가 더욱 심화되었다.

## 같이 보기
- 삼정의 문란
- 홍경래의 난
- 진주 민란
- 동학 농민 운동